# Costanza Miriano
Costanza Miriano (Perugia, 26 ottobre 1970) è una giornalista, scrittrice e blogger italiana.

## Biografia
Laureata in lettere classiche all'Università di Perugia, dopo aver studiato giornalismo si è trasferita a Roma, dove ha cominciato a lavorare al Tg3.
Ha esordito come scrittrice nel 2011 con Sposati e sii sottomessa, una raccolta di lettere alle amiche alle prese con problemi sentimentali e familiari, in cui sostiene la sua visione personale del matrimonio cristiano. L'anno successivo è uscito Sposala e muori per lei, dedicato questa volta agli uomini, ai mariti delle "spose sottomesse". I due titoli sono ispirati a un passo della Lettera agli Efesini di San Paolo (Ef 5,22-33): «Le mogli siano sottomesse ai mariti come al Signore [...] E voi, mariti, amate le vostre mogli, come Cristo ha amato la Chiesa e ha dato se stesso per lei [...]». Entrambi i libri sono poi stati tradotti in spagnolo, polacco e francese.

Dopo quindici anni al Tg3, è passata ad occuparsi di informazione religiosa a Rai Vaticano. Di fede cattolica, ha collaborato con Avvenire, Il Timone, Il Foglio, La Verità.
È stata membro del comitato "Difendiamo i Nostri Figli", che ha organizzato i Family Day del 20 giugno 2015 e del 30 gennaio 2016 a Roma.  Nel marzo 2016 ha deciso di uscire dal Comitato.
È l'ispiratrice del Monastero Wi-Fi, un'esperienza di preghiera e catechesi nata a Roma nel 2019 e diffusasi poi in varie città d'Italia. A partire dal 2021, l'annuale "capitolo generale" si tiene presso la Basilica di San Pietro.

## Vita privata
È sposata e ha quattro figli, due maschi e due femmine gemelle.

## Opere
- Sposati e sii sottomessa, Firenze, Vallecchi, 2011. ISBN 978-88-842-7214-0; Venezia, Sonzogno, 2013. ISBN 978-88-454-2573-8
- Sposala e muori per lei, Venezia, Sonzogno, 2012. ISBN 978-88-454-2533-2
- Obbedire è meglio, Venezia, Sonzogno, 2014. ISBN 978-88-454-2581-3
- Quando eravamo femmine, Venezia, Sonzogno, 2016. ISBN 978-88-454-2608-7
- Via Crucis, Cinisello Balsamo, San Paolo, 2016. ISBN 978-88-2159-763-3
- Si salvi chi vuole, Venezia, Sonzogno, 2018. ISBN 88-454-2654-8
- Diario di un soldato semplice, Venezia, Sonzogno, 2018. ISBN 978-88-454-0023-0
- Niente di ciò che soffri andrà perduto, Venezia, Sonzogno, 2020. ISBN 978-88-454-0108-4
- Mogli cattoliche tradizionali, Milano, Il Timone, 2020. ISBN 978-8897921295 (coautrice)
- Il libro che ci legge. La Bibbia come mappa del tesoro, Venezia, Sonzogno, 2022. ISBN 978-88-4540-3576
- Il passaggio di padre Emidio, in Con grande potenza. La vita e la testimonianza di padre Emidio Alessandrini, Assisi, Ed. Porziuncola, 2022, ISBN 978-88-270-1221-5.
- Benedetto il giorno che abbiamo sbagliato.Manuale di manutenzione del matrimonio, Venezia, Sonzogno, 2024. ISBN 978-8845414213